# Kamé

Örhängen av guld och kamé, 1800-tal.

Kamé är en typ av gravyr i relief i till exempel en ädelsten, oftast onyx, jade eller agat, men även i snäckskal eller elfenben. Man har även tillverkat kaméer av glas eller av keramik, bland annat jaspergods.
Även själva konstföremålet med denna typ av gravyr kallas kamé. Vanligen framträder reliefen i en avvikande färg mot bakgrunden.
Kamé används i smycken, prydnadssaker och i signetringar.
Ett av de främsta kaméarbetena är Tazza Farnese. Den är 20 cm i diameter och utställd på Museo Archeologico Nazionale i Neapel. Den tros ha skapats under andra seklet f.Kr. för Ptoleméernas hov i Egypten. Efter Octavianus seger över Kleopatra hamnade den i Rom. Under följande sekler bytte den ägare många gånger, bland annat tros den ha getts som gåva av tysk-romerske kejsaren Fredrik II till timuridiska hovet i Samarkand innan den nådde Farnese-familjen. Den är gjord av agat, en ädelsten som är uppbyggd av flera olikfärgade skikt.

## Bilder

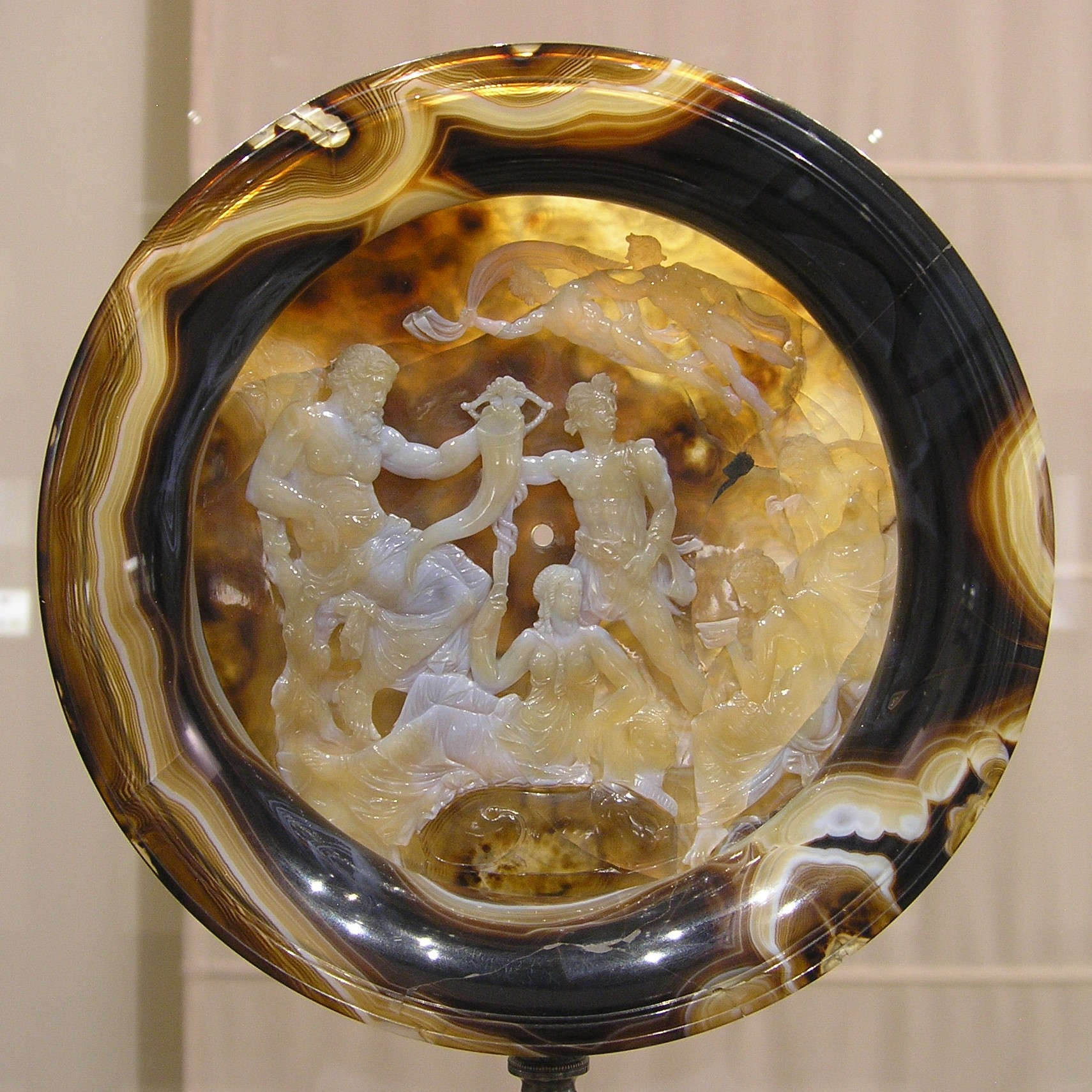
Tazza Farnese tros ha utförts under andra seklet f.Kr.
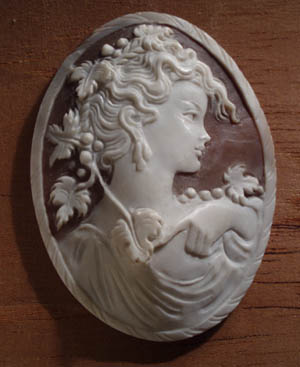